# 米爾迪塔
米爾迪塔，是阿爾巴尼亞西北部列澤州的一个市镇。行政中心为勒申镇。该市镇成立于2015年，由原7个市镇合并而成。市镇面積为870.26平方公里，2011年人口数量为22,103人。平均海拔高度約400米。市镇范围与原米爾迪塔區相同。
在奥斯曼统治时期，米尔迪塔与周边的部落地区一道获得了某种程度的自治地位，并保存了他们的天主教信仰。该区域以虔诚的天主教传统而著称。